# Allan Ferreira
Allan Ferreira (Cachoeiro de Itapemirim), é um político brasileiro, filiado ao PODE. Nas eleições de 2022, foi eleito deputado estadual pelo ES.